# Danh sách thiên thể NGC
Danh sách thiên thể NGC này gồm 7840 thiên thể, bao gồm những mục sau:
- Danh sách thiên thể NGC (1-1000)
- Danh sách thiên thể NGC (1001-2000)
- Danh sách thiên thể NGC (2001-3000)
- Danh sách thiên thể NGC (3001-4000)
- Danh sách thiên thể NGC (4001-5000)
- Danh sách thiên thể NGC (5001-6000)
- Danh sách thiên thể NGC (6001-7000)
- Danh sách thiên thể NGC (7001-7840)